# N-アセチルアスパラギン酸
N-アセチルアスパラギン酸 (英語: N-acetylaspartic acid、NAA) または、N-アセチル-L-アスパラギン酸は、
アスパラギン酸のアミノ基がアセチル化されてアセトアミド基となったアスパラギン酸の誘導体。
哺乳類の脳に相対的に高い濃度で存在している遊離アミノ酸の１つ。
歴史的には 1956年に猫とねずみの脳組織に多く存在してる物質が N-アセチルアスパラギン酸であると初めて同定され、
さまざまな研究が始まったが、現時点でもその機能や代謝など研究途上であるものが多い。